# ГЕС Свіфт 1
ГЕС Свіфт 1 — гідроелектростанція у штаті Вашингтон (Сполучені Штати Америки). Знаходячись перед ГЕС Свіфт 2, становить верхній ступінь каскаду на річці Льюїс, яка дренує західний схил Каскадних гір та впадає праворуч до Колумбії (має гирло на узбережжі Тихого океану на межі штатів Вашингтон та Орегон).
У межах проекту річку перекрили земляною греблею висотою від тальвегу 126 метрів (від підошви фундаменту — 156 метрів) та довжиною 640 метрів. Вона утримує витягнуте на 18,5 км водосховище з площею поверхні 18,9 км2 та об'ємом 932 млн м3 (корисний об'єм 379 млн м3), в якому припустиме коливання рівня у операційному режимі між позначками 268 та 305 метрів НРМ.
Вода до пригреблевого машинного залу подається по тунелю довжиною 0,45 км з діаметром 7,6 метра, який переходить у три напірні водоводи завдовжки по 0,15 км з діаметром 4 метри. Основне обладнання станції становлять три турбіни типу Френсіс потужністю по 80 МВт, які працюють при напорі у 100 метрів.
Відпрацьована вода потрапляє у канал, що прокладений по правобережжю річки до станції Свіфт 2.
Видача продукції відбувається по ЛЕП, розрахованій на роботу під напругою 230 кВ.
Управління роботою станції здійснюється дистанційно з ГЕС Мервін.